# Autostrada A18dir
```

```

Die Autobahn A18dir führt von der A18 und der Tangente von Catania bis ins Zentrum von Catania. Der Autobahnzweig ist 3,7 km lang und wird von der ANAS verwaltet.